# ميخائيل هيشت
ميخائيل هيشت (بالألمانية: Michael Hecht)‏ (27 أبريل 1965 بميونخ في ألمانيا - ) هو لاعب كرة قدم ألماني في مركز الدفاع. لعب مع بايرن ميونخ الثاني وبايرن ميونخ ودينامو دريسدن وغرويتر فورت وفاكر مونتشين وميونخ 1860 ونادي آوغسبورغ ونادي أونترهاخينغ وSpVgg Weiden ‏ وFC Würzburger Kickers ‏ وSG Quelle Fürth ‏.

## وصلات خارجية
- ميخائيل هيشت على موقع قاعدة بيانات كرة القدم.إي يو (الإنجليزية)
- ميخائيل هيشت على موقع بيانات كرة القدم. دي إي (الألمانية)